# 冕宁县

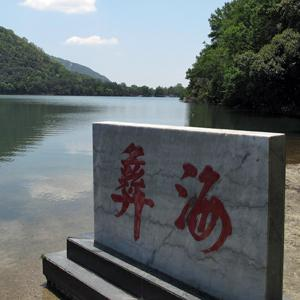
彝海

冕宁县是中华人民共和国四川省凉山彝族自治州北部的一个县。主要有汉族、彝族、藏族、 回族四种世居民族。“冕宁”一名来源于冕山（现属喜德县）、宁番卫各取一字。
西昌卫星发射中心、锦屏一级水电站座落于境内，境内主要河流是雅砻江及其支流安宁河。当年红军长征时的“彝海结盟”就发生在此地。

## 历史沿革
西汉元鼎六年（前111年）置笮秦、台登县；明初改置宁番卫；清雍正六年（1729年）改为冕宁县，屬寧遠府。

### 冕宁暴雨自然灾害
2020年中国南方水灾期间，6月26日18时到6月27日1时，冕寧縣北部突降暴雨至特大暴雨。縣城高阳街道内冕宁高速路口下方248国道崩塌，导致2辆过往车辆坠河，10名乘载人员中仅5人获救，2人死亡、3人失联；縣內彝海镇曹古鄉的大马乌村降雨量107.5毫米、曹古村降雨量85.7毫米，導致山洪暴發曹古河改道而被淹，12人遇难、5人失联；截至6月30日23时，高阳街道與彝海镇合計14人遇难、8人失联。曹古乡大堡子村水深及腰，正要收成的馬鈴薯被淹。灵山温泉景区降雨量211毫米，景區自駕游營地裡55人被洪水圍困，消防用挖掘机的挖斗救走。
冕寧縣受災統計：农作物受灾500公顷、成灾280公顷、绝收70公顷；房屋严重倒塌80户280间、一般损坏620户2300间；受损公路10.5千米，冲毁桥梁5座370米，受损堤防1.5千米，受损电力线路3千米。

## 行政区划
冕宁县下辖1个街道办事处、15个镇、2个乡、1个民族乡：
高阳街道、漫水湾镇、大桥镇、复兴镇、泸沽镇、石龙镇、彝海镇、河边镇、锦屏镇、里庄镇、惠安镇、宏模镇、泽远镇、若水镇、棉沙镇、磨房沟镇、和爱藏族乡、新兴乡和健美乡。